# 나루미촌 (돗토리현 도하쿠군)
나루미촌(成美村)은 돗토리현 도하쿠군에 있던 촌이다. 현재의 고토우라정의 일부에 해당한다.

## 역사
- 1889년 10월 1일 - 정촌제 시행에 의해 야바세군 도요키다촌, 야스나가촌이 성립하였다.
- 1894년 3월 30일 - 도요키다촌이 갓타촌으로 개칭되었다.
- 1896년 4월 1일 - 군 통합에 의해 도하쿠군에 소속되었다.
- 1898년 7월 22일 - 야스나가촌, 도요키다촌이 합병해 나루미촌이 성립하였다
- 1954년 1월 1일 - 이사이촌, 야스다촌과 합병해 고토우라정이 성립하여 폐지되었다.

## 참고문헌
- 角川日本地名大辞典 31 鳥取県
- 『市町村名変遷辞典』東京堂出版、1990年。